# Biserica „Nașterea Maicii Domnului” din Gîsca
Biserica „Nașterea Maicii Domnului” este o biserică amplasată în Gîsca, raionul Căușeni, Republica Moldova. Este un monument arhitectural de importanță națională inclus în Registrul monumentelor Republicii Moldova ocrotite de stat cu nr. 142 (raionul Căușeni). Datează din 1881.